# ویتامین دی
ویتامین دی (به انگلیسی: Vitamin D) گروهی از ویتامین‌های محلول در چربی هستند، که باعث افزایش میزان جذب کلسیم، فسفات و منیزیم در روده می‌شوند و از این طریق، بر رشد و استحکام استخوان‌ها کمک می‌کنند. این ویتامین‌ها علاوه بر این، دارای چندین عملکرد حیاتی و ضروری دیگر نیز در بدن انسان هستند. مهم‌ترین انواع ویتامین دی در بدن انسان، ویتامین دی۳ یا کوله‌کلسیفرول و ویتامین دی۲ یا ارگوکَلسیفرول هستند.
۲۰ دقیقه ماندن در برابر نور خورشید با این شرط که ۴۰ درصد پوست بدن در معرض آفتاب باشد نیاز روزانه بدن را تأمین می‌کند. البته عواملی مثل موقعیت جغرافیایی، فصل، سن، رنگ پوست و مصرف کرم‌های ضدآفتاب، میزان تولید ویتامین دی به‌وسیله پوست را تحت تأثیر قرار می‌دهد. هرچه رنگ پوست بدن تیره‌تر باشد، جذب ویتامین دی از طریق نور خورشید کاهش می‌یابد.
برای اینکه بدن انسان بتواند از طریق نور خورشید ویتامین دی جذب کند باید خورشید در موقعیتی در آسمان باشد که طول سایه بدن کوتاه‌تر از قد فرد باشد. هرچه طول سایه کوتاه‌تر و ارتفاع خورشید بالاتر باشد، میزان جذب ویتامین دی بیشتر خواهد بود. همچنین آلودگی هوا، جذب ویتامین دی از طریق نور خورشید را کاهش می‌دهد. ضمن اینکه بدن انسان از نور خورشید پشت پنجره و شیشه، اصلا ویتامین دی جذب نمی‌کند.
ویتامین دی جذب‌شده از غذاها یا تولیدشده در لایه‌های پوستی، در ابتدا ترکیبی غیرفعال است که پس از طی مراحل هیدروکسیل‌دار کردن در کبد و سپس کلیه‌ها، فعال می‌شود. ترکیبی موسوم به کلسیتریول، فُرم فعال و دارای عملکرد ویتامین دی است. ویتامین دی قادر به تولید در بدن بسیاری از پستانداران در صورت تابش کافی نور آفتاب است؛ بنابراین این ماده در واقع نوعی ویتامین نبوده و نوعی هورمون به‌شمار می‌آید که فعالانه به رشد مغز یاری می‌دهد و برآورد می‌شود که با ۲۰۰ تا ۲۶۰۰ ژن تعامل داشته باشد.
برآیند این تعاملات از بهبود میزان منیزیم، فسفر و کلسیمِ استخوان‌ها، تا کارکردِ بهتر سیستم ایمنی، تعادل هورمون‌های پاراتیروئیدی، دستگاه جنسی، نیروی ماهیچه‌ای، چرخهٔ خواب و بیداری و انواع سوخت‌وسازهای بدن است؛که همچنین از راه ترجمه ژن‌های هسته سلول به رشد سلول‌ها نیز کمک می‌کند.
با این‌که تأثیرات ویتامین دی، بسیار گسترده‌است، اما معمولاً کمبود این ویتامین را بیشتر مرتبط به پوکی استخوان‌ها، عدم تعادلِ میزان هورمون‌های پاراتیروئیدی و ضعف سیستم ایمنی بدن در نظر گرفته می‌شود.
این ویتامین نقشی بسیار اساسی در جلوگیری از ابتلا به بیماری‌ها و کمک به بهبود آن‌ها حتی بیماری‌های تنفسی و ساده؛ از سرماخوردگی تا کرونا، (Covid-19) کارکردِ درستِ بسیاری از ژن‌ها، رشد و نمو صحیح و بهترِ اطفال حتی در سنین آتی آن‌ها دارد، به طوری که کسانی که در سنین پایین دچار کمبود ویتامین دی نبوده‌اند، در مراحل بعدیِ رشد خود نیز، بسیار سالم‌تر بوده‌اند.

## عملکردها

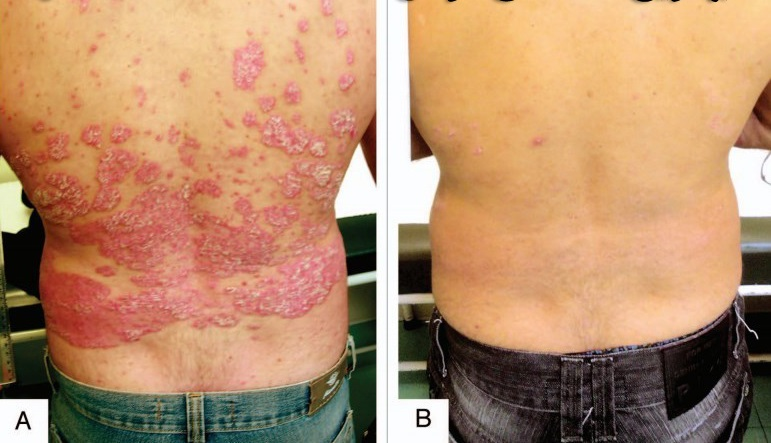
شخص بهبود یافته پسوریازیس تنها با مصرف دوز بالای ویتامین دی

این ویتامین با بسیاری از ژن‌ها و دستگاه‌های بدن در ارتباط است؛ مثلاً به دلیل افزایش نیروی عضلات، زایمان زنان بهبود پیدا می‌کند چرا که عضلات ناحیه واژن هم قوی‌تر می‌شود و نوزاد سالم‌تر و در مقابل بیماری مصون‌تر خواهد بود چرا که این ویتامین به‌شدت با سیستم ایمنی و عضلات، مغز، استخوان، غدد و … در تعامل است.
اگر مادر کمبود ویتامین دی نداشته باشد، نوزاد نیز ویتامین دی مناسب را دریافت می‌کند و همین‌طور شیری که مادر می‌دهد، مقدار لازمِ ویتامین دی را خواهد داشت هر چند که به‌شدت نیز توصیه می‌شود که از بدو تولد، دادنِ مکملِ ویتامین دی به نوزاد آغاز شود
این ویتامین بر همهٔ بیماری‌هایی که به نام بیماری‌های خود-ایمنی شناخته شده‌اند به‌شدت تأثیر گذار است؛ به عنوان مثال ممکن است که بیماری را بهبود بخشد یا پیشرفت بیماری را متوقف کند یا سرعتش را کاهش دهد.

همچنین خواص ضد سرطانی این ویتامین در ابعاد وسیعی آزمایش و اثبات شده‌است. بیماری‌های پوستی مزمنِ خود-ایمنی مانند پیسی و پسوریازیس، توسط گروهی از دکترها و محققان در برزیل، از طریق تجویز "۳۵۰۰۰ واحد ویتامین دی، هر روز برای شش ماه و برای جلوگیری از عوارض احتمالیِ ازدیادِ ویتامین دی، کم کردن کلسیم مصرفی در تغذیه و بسیار آب خوردن (روزانه ۲٫۵لیتر)" نتایجِ بهبود شدید بیماری پیسی و برای بیماری پسوریازیس، بعضاً حتی درمانِ کامل، حاصل شده‌است.

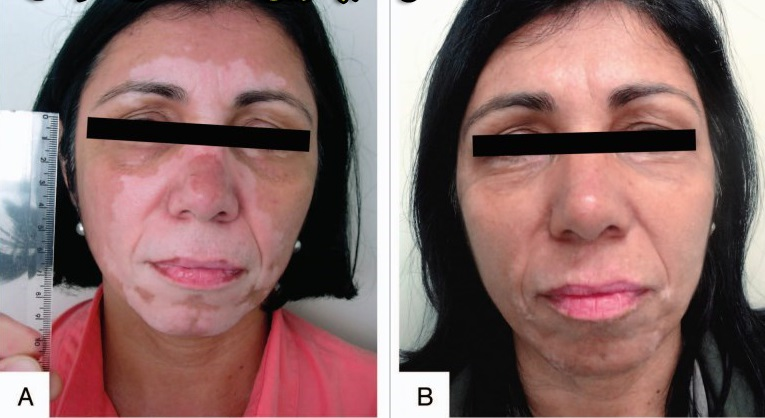
شخص بهبود یافته پیسی با دوز بالای ویتامین دی

### فواید
- بهبود و پیشگیری از بیماری‌های خودایمنی مثل: آرتریت، ام‌اس، خستگی مزمن، فیبرومیالژیا و سندرم روده تحریک‌پذیر
- سلامت استخوان‌ها
- تقویت سیستم ایمنی بدن و کمک به بهبود سریع‌تر بیماری‌های تنفسی مانند سرماخوردگی‌ها و کووید ۱۹.[۱۴][۱۵][۱۶][۱۷]
- مقابله با افسردگی و بی‌حوصلگی
- افزایش طول عمر
- افزایش سریع تر پرورش نیروی عضله
- بهبود و تنظیم متابولیسم (سوخت و ساز) بدن
- چربی‌سوزی حتی اگر شخص هیچ تغییری در تغذیه و زندگی خود ندهد![۱۸][۱۹]
- جلوگیری و بهبود بیماری‌های مربوط به سوخت‌وساز بدن از جمله چاقی و دیابت
- درمان اختلالات پوستی از جمله پسوریازیس
- معتدل کردن فشار خون و انسولین بدن
- بهبود آسم[۲۰]
- سلامت جنسی و دستگاه تناسلی
- سلامت قلب و عروق
- سلامت مغز
- رشد و توسعهٔ درست مغز جنین
- سلامت کلیه: ویتامین دی برای سلامت کلیه بسیار مهم است، همین‌طور کلیه برای متابولیسم درست و فعال شدن ویتامین دی مهم است.
- پیشگیری از پارکینسون
- پیشگیری از انسداد مزمن ریه (COPD)
- درمان یا بهبود کم‌خونی در کودکان
- پیشگیری از عفونت‌ها
- بهبود اختلال دوقطبی و بیماری‌های روانی
- سلامت قوای جنسی و تولید تستوسترون[۲۱][۲۲]
- بهبود سلامت خواب و خواب راحت‌تر[۲۳]
- جلوگیری و بهبود انواع و اقسام سرطان‌ها از جمله سرطان پوست
- فعالسازی اتوفاجی

دریافت ویتامین دی و کلسیم از منابع طبیعی مانند شیر، کنجد، سنجد باعث افزایش قدرت و هماهنگی عضلات و پیشگیری از بروز بیماری‌هایی مانند راشیتیسم در کودکان، نرم‌استخوانی در بزرگسالان و پوکی استخوان در همه سنین می‌شود. مصرف ویتامین دی در سلامت مغز و جلوگیری از آلزایمر مؤثر است.
با این‌که ویتامین دی با همه این بیماری‌ها مرتبط و بسیار در رابطه است، این ویتامین بیشتر برای تاثیرش بر سلامت استخوان‌ها و متعادل کردن هورمون‌های پاراتیروئیدی و تقویت سیستم ایمنی معروف است.

## انواع
چندین فُرم مختلف یا ویتامر از ویتامین دی وجود دارد که مهم‌ترین آن‌ها ویتامین‌های دی۳ و دی۲ هستند.
ویتامین دی۱، ترکیب مولکولی ارگوکلسیفرول با لومیسترول به نسبت برابر است. ویتامین دی۲، ارگوکلسیفرول (ساخته شده از ارگوسترول) است. ارگوکلسیفرول توسط بی‌مهرگان، قارچ‌ها و گیاهان در پاسخ به تابش اشعه فرابنفش نور خورشید تولید می‌شود. انسان و دیگر مهره‌داران ویتامین دی۲ تولید نمی‌کنند. ویتامین دی۳، از کوله‌کلسیفرول با منشأ ۷-دهیدروکلسترول در پوست، ساخته شده‌است. ۷-دهیدروکلسترول به نور فرابنفش واکنش نشان می‌دهد و در طول موج ۲۷۰–۳۰۰ نانومتر، ویتامین دی۳ در اپیدرم پوست ساخته می‌شود. اوج تولید ویتامین دی۳ در طول موج بین ۲۹۵–۲۹۷ نانومتر رخ می‌دهد. کمبود ویتامین دی در عرض‌های جغرافیایی شمالی بسیار شایع است و کمبود ویتامین دی، یک بیماری همه‌گیر در ایالات متحده در نظر گرفته شده‌است.
ویتامین دی۴ از ۲۲-دی‌هیدروارگوکلسیفرول و ویتامین دی۵، از سیتوکلسیفرول با منشأ ۷-دهیدروسیتوسترول، ساخته می‌شوند.
در بدن انسان، ویتامین‌های دی۲ و دی۳ مهم‌تر هستند و هر دوی آن‌ها در مکمل‌های تغذیه‌ای موجود هستند. اشکال دارویی ویتامین دی شامل کلسیتریول، دوکسرکلسیفرول و کلسیپوتریول است.

## فقر و کمبود
افرادی که به صورت طبیعی در محیط سرشار از آفتاب زندگی می‌کنند، میزان ویتامین دی طبیعی خونشان بین ۴۰ تا ۷۰ (ng/ml) است، مقداری که به‌ندرت در بیشتر افراد دیده می‌شود. شیوع فقر ویتامین دی به خصوص در زنان و کودکان ایرانی بین ۷۰ تا ۸۵ درصد است. نسبت افراد دارای فقر ویتامین دی در تهران ۸۱٫۳٪ و در اصفهان ۷۰٪ تخمین زده شده‌است. در آمریکا حدود ۳۶ تا ۵۷ درصد جمعیت دارای فقر ویتامین دی هستند.در استان‌ها و شهرهایی مانند زاهدان که آفتاب زیادی به سطح زمین می‌رسد، باز هم کمبود ویتامین دی فوق‌العاده زیاد است. تخمین زده شده که حدود یک میلیارد نفر در دنیا، به فقر ویتامین دی دچارند.

### تشخیص کمبود
تشخیص میزان ویتامین دی از طریق یک آزمایش خونِ ساده صورت می‌گیرد که نیاز به نسخه پزشک ندارد.

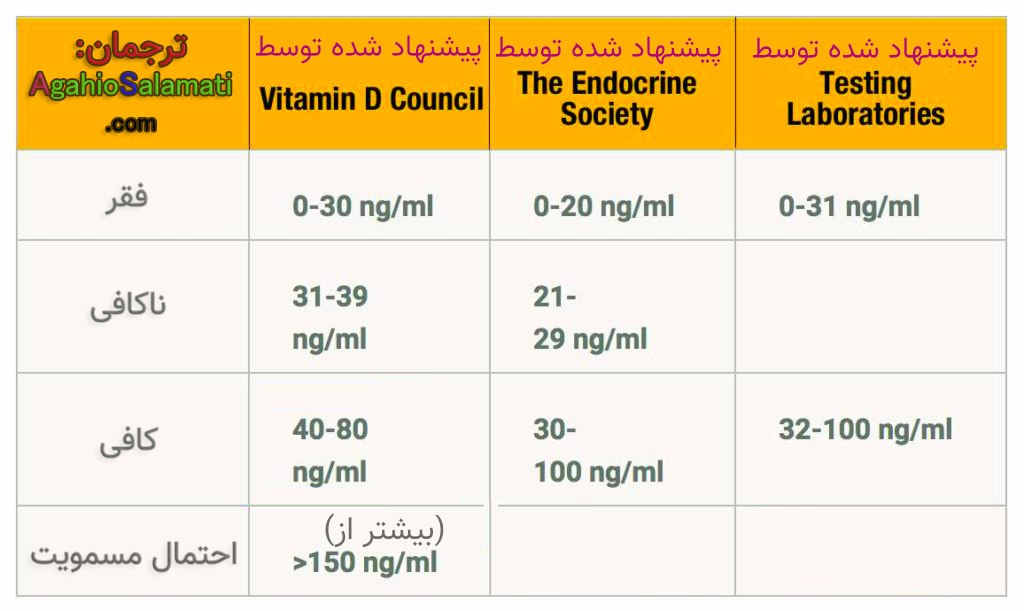
جدول سطوح ویتامین دی بر اساسِ نظرات سازمان‌های مختلف

بسیاری از سازمان‌ها مقادیر مختلفی را برای فقر، کمبود (ناکافی بودن)، کافی بودن و زیادی بودن ویتامین دی در نظر گرفته‌اند که این اعداد، ممکن است که در سال‌های آینده با تحقیقات و دستیابی به نتایج جدیدتر تغییر کند.
این اختلاف می‌تواند دلایل متفاوتی داشته باشد مثلاً سازمان Food and Nutrition Board آمریکا می‌تواند با مبنا گرفتن متفاوتی در این مقادیر، ادبیات خود را تغییر دهد، مثلاً بگوید که ۵۴٪ مردم آمریکا فقر ویتامین دی ندارند بلکه ۳۴٪ درصد فقر دارند پس نیازی به اعلام وضعیت قرمز نیست.

### عوارض کمبود
از عوارض کمبود این ویتامین در دوران کودکی بیماری راشیتیسم است که به علت عدم جذب کلسیم و فسفر در زمان رشد، استخوان‌های فرد دارای املاح کمی خواهد بود و نخواهد توانست به‌درستی وزن فرد را تحمل کند و در نتیجه انحنا خواهد یافت. عوارض دیگرِ آن بزرگی جمجمه، زائده‌های دکمه مانند بر روی ستون فقرات و برجستگی سینه می‌باشد. همچنین مچ دست و پا پهن می‌شود که توسط رادیوگرافی قابل تشخیص است.
در دوران بزرگسالی کمبود این ویتامین در بدن باعث به‌وجود آمدن بیماری استئومالاسی (نرمی استخوان) می‌شود. این بیماری با کاهش تراکمِ استخوان، دردهای شدیدی در پا و کمر ایجاد می‌کند و استخوان‌های بلند به راحتی شکسته می‌شود. اگر فرد در این دوران شروع به دریافت ویتامین دی کند، این عارضه رفع می‌شود.
در دوران کهنسالی کمبود این ویتامین باعث بروز بیماری پوکی استخوان به ویژه در زنان می‌شود.
همچنین باعث عوارضی چون دیر دندان درآوردن و دیر نشستن و دیر راه افتادن در کودکان و همچنین بد فرم شدنِ لگن که در دخترها باعث تنگی لگن شده و به ناچار باید از طریق سزارین زایمان کنند، می‌شود. و احتمال ابتلاء به سرطان سینه، پروستات یا هر گونه سرطان دیگری را بالا می‌برد.

### دلایل فقر و کمبود
عدم دریافت مقدار مناسب از نور خورشید و عدم مصرف غذاهای دارای این ویتامین، از اصلی‌ترین دلایل کمبود این ویتامین در سراسر جهان شناخته شده‌است. گرفتن این نور از پشتِ شیشه، کِرِم‌های ضدآفتاب یا لباس، تأثیری در تولید ویتامین دی توسط پوست ندارد.
پایین بودن منیزیم، ممکن است یکی دیگر از علل مهم کمبود ویتامین دی باشد، زیرا ویتامین دی بدون منیزیم افزایش پیدا نمیکند. منابع منیزیم مانند سبزیجات، تخمه کدو، تخمه آفتابگردان، بادام و انواع آجیل‌ها میباشد.
برخی از افراد به صورت ژنتیکی جذب ویتامین دی پایینی دارند، که این افراد باید دوز مصرفی را افزایش دهند.
از دیگر علل کمبود ویتامین دی، وزن بالا است. هر چه وزن بدن بالاتر باشد نیاز بدن به ویتامین دی بیشتر میشود.
بی تحرکی جذب ویتامین دی را کاهش میدهد و ورزش کردن جذب آن را افزایش میدهد.
معمولا پزشکان برای برطرف کردن کمبود ویتامین دی در صورتیکه ویتامین دی خون زیر ۲۰ نانوگرم باشد از آمپولهای ۳۰۰ هزار واحدی به صورت هفتگی برای یک مدت کوتاه استفاده میکنند و بعد از رسیدن به ۳۰ نانوگرم از قرصهای معمولی با دوز پایین استفاده میکنند.
هرگز به صورت خودسرانه افراد نباید برای برطرف کردن کمبود ویتامین دی از آمپولهای سیصد هزار واحدی استفاده کنند، زیرا دارای عوارض بسیار خطرناک و جبران ناپذیر میباشد.

### عوارض و علائم کمبود ویتامین دی در زنان و مردان
این ویتامین در عملکرد و میل جنسی زنان و مردان و همچنین قدرت باروری در هر دو آن ها تاثیر دارد و کمبود آن ممکن است باعث ناتوانی جنسی در هردوی آن ها شود.
بر اساس مطالعات صورت گرفته کمبود این ویتامین می تواند باعث اختلالات مربوط به عادت ماهیانه به خصوص سندرم تخمدان پلی‌کیستیک گردد، که مشکلاتی مثل ناباروری را در پی دارد؛ همچنین در دختران باعث ایجاد بلوغ زودرس می گردد.
کمبود این ویتامین با کاهش سطح هورمون تستسترون در مردان ارتباط مستقیم دارد و این ویتامین مردان را در برابر ابتلاء به سرطان پروستات حفظ می کند.
به گفته انجمن بارداری آمریکا، این ویتامین در دوره بارداری برای سلامت مادر و جنین ضروری است و کمبود آن ممکن است اگر درمان نشود خطراتی مانند: انواع عفونت ها، زایمان زودرس یا اختلال پره اکلامپسی برای مادر و برخی مشکلات برای جنین شود.
استروژن فعالیت آنزیم های فعال سازی ویتامین دی را افزایش می دهد و یائسگی سبب کاهش این ویتامین در بدن شده و افراد مسن حتما باید تحت نظر پزشک از مکمل ها استفاده نمایند.

### درمان کمبود
انواع مختلفی از ترکیبات ویتامین دی برای مصرف درمانی در دسترس هستند. دو شکل ویتامین دی که بیشتر در دسترس هستند ارگوکلسیفرول (ویتامین دی۲) و کوله‌کلسیفرول (ویتامین دی۳) هستند. از آن‌جا که ویتامین دی۳ فرمی است که انسان تولید می‌کند و از آن بهره می‌برد و دیده شده که سطح کسانی که با ویتامین دی۳ مکمل یافته‌اند، پس از پایان دوره به صورت بهتری سطح بالای ویتامین دی را نگه داشته‌اند، ویتامین دی۳ بعنوان مکمل بهتری شناخته می‌شود، هر چند این تفاوت در حد درصد و به چند برابر نمی‌رسد.
افرادی که کمبود شدید ویتامین دی دارند، می‌توانند از طریق تابش لامپ‌های یووی ویتامین دی مورد نیاز خود را تأمین کنند. این روش برای افرادی مناسب است که نمی‌توانند ویتامین دی جذب کنند یا این که در ماه‌های زمستان نمی‌توانند به اندازه کافی در معرض نور خورشید قرار بگیرند. این روش شبیه به آفتاب گرفتن است اما تخت‌های مربوط به آن کوچک‌تر است. هر لامپ حدود ۲۴ تا ۱۶ اینچ است. این لامپ‌ها نیز، خطر ابتلا به سرطان پوست را به همراه دارند و به هنگام استفاده از آن‌ها باید از چشم‌ها محافظت کرد، این روش با توصیه پزشک می‌تواند روش مؤثری باشد.
- گروه‌های مستعد تر کمبود ویتامین دی
  - نوزادان شیرخوار: ویتامین دیِ موجود در شیر مادر تحت تأثیر ویتامین دی موجود در بدن مادر است.
  - افراد مسن: پوست بدن در این افراد نمی‌تواند ساخت ویتامین دی را به صورت کارآمدی انجام دهد؛ در واقع تولید ویتامین دی در افراد مسن بسیار کمتر از جوانان است، افراد مسن، معمولاً بیشتر در منزل هستند و در نتیجه کمتر در معرض نورِ خورشیدِ ظهر قرار می‌گیرند.
  - افرادی که محدودیت قرارگیری در معرض نور خورشید دارند؛ مانند افراد بیمار یا زمین‌گیر.
  - رنگین‌پوستان: میزان بیشتر ملانین در پوست این افراد موجب کاهش توانایی پوست جهت تولید ویتامین دی از طریقِ نورِ خورشید می‌گردد. هر چه رنگ پوست تیره‌تر باشد، به نسبتِ کمتری، از طریق نور خورشید، ویتامین دی تولید می‌کند. افراد به‌شدت سیاه‌پوست، نزدیکِ یک ششمِ افراد خیلی سفیدپوست از طریق نور خورشید ویتامین دی تولید می‌کنند[۳۶][۳۷] به‌عنوان مثال اگر شخصِ خیلی سفیدپوستی، پوستِ خود را در بیست دقیقه در معرض خورشید قرار دهد، فرد سیاه‌پوست برای این‌که پوستش همان مقدار ویتامین دی را تولید کند باید ۱۲۰ دقیقه در معرض همان آفتاب قرار گیرد، در صورتی که رنگ پوست فرد، قهوه‌ای، گندمی و … باشد شخص باید به نسبت تیرگی‌اش، در معرض آفتاب قرار گیرد تا میزان مناسب ویتامین دی را تولید نماید ضمن این‌که پوست او در برابر صدمه با نور خورشید نیز از سفیدپوستان به نسبت تیره‌تر بودنش، مقاوم‌تر است.[۳۸][۳۹] پس رنگین‌پوستان مخصوصاً سیاه‌پوستان بیشتر در معرض این کمبود هستند.
    - افراد مبتلا به بیماری‌های گوارشی و بیماری التهابی روده (IBD) و سایر بیماری‌هایی که منجر به اختلال در جذب چربی می‌شود مانند: برخی از بیماری‌های کبدی، سیستیک فایبروزیس، سلیاک، کولیت، کولیت زخمی‌شونده. چرا که ویتامین دی محلول در چربی است، در واقع این ویتامین در چربیِ غذاها وجود دارد مثلاً در تخم مرغ، فقط زرده تخم مرغ است که ویتامین دی دارد یا ماهی‌های چرب هستند که این ویتامین را بیشتر دارند، در نتیجه هر گونه بیماریِ مختل کننده جذبِ چربی، میزانِ جذبِ ویتامین دی، از طریق غذا را کاهش داده و احتمال فقر ویتامین دی را افزایش می‌دهد.
    - افراد چاق یا دارای وزن بالا یا افرادی که تحت جراحی بای‌پس معده قرار گرفته‌اند.[۴۰] به‌طور کلی هر چه شخص وزن بیشتری داشته باشد (چه چربی چه عضله، مخصوصاً چربی) به ویتامین دیِ بیشتری در سطح بدن خود نیاز دارد در نتیجه این گونه افراد باید ویتامین دی بیشتری دریافت کنند.[۴۱] مهم ترین راه تشخیص کمبود ویتامین دی افزایش و کاهش ید بدن است.

## میزان مناسب برای مصرف روزانه
- برای نوزادان و اطفال

فرانسه و فنلاند برای کودکان زیر یک‌سال، ۱۰۰۰ واحد ویتامین را به صورت روزانه توصیه می‌کنند. سازمان جهانی بهداشت و سازمان بهداشت کانادا می‌گویند ۴۰۰ واحد کفایت می‌کند هر چند اعلام می‌دارند که احتمالاً مصرف بیشتر بهتر است اما تحقیقات کافی برای اثبات کامل این ادعا هنوز ارائه نشده‌است. در حالی که کانادا در زمستان به دلیل عدم برخورد نور خورشید با پوست کودکان، ۸۰۰ واحد را به‌عنوان نیاز روزانه پیشنهاد کرده، انجمن اطفال آمریکا روزانه ۶۰۰ واحد را پیشنهاد می‌کند همه این‌ها در حالی است که تا ۱۵۰۰ واحد بین‌المللی (IU) کاملاً بی‌خطر شناخته شده و آزمایش شده‌است.
ویتامین دی پنجاه هزار واحدی به هیچ عنوان برای کودکان و خردسالان نباید داده شود. زیرا بدن کودکان توانایی تحمل این دوز بالا را ندارد و دارای عوارض بسیار خطرناک می باشد.
- برای خردسالان (بین ۱ تا ۸ سال) میزان ۲۵۰۰ تا ۳۰۰۰ واحد به صورت روزانه کاملاً بی‌خطر شناخته شده[۴۳] هر چند نیاز روزانه می‌تواند کمتر باشد یا درمان فقر ویتامین دی، مقدار بیشتری را طلب کند.
- برای افراد بالای ۹ سال مقدار ۴۰۰۰ واحد، بی‌خطر و کاملاً آزمایش شده‌است. ضمن اینکه بین ۸۰۰ تا ۴۰۰۰ واحد برای مصرف روزانه توسط سازمان‌ها و پزشکان مختلف توصیه می‌شود، بر اساسِ اعلام ((The Institute of Medicine (IOM آمریکا) مصرف روزانه ۴۰۰۰ واحد بی‌خطر است، این در حالی است که تا به حال هیچ نشانه‌ای از علائم اوردوز ویتامین دی در افرادی که حتی روزانه برای مدتِ خیلی طولانی، زیر ۱۰۰۰۰ واحد مصرف کرده‌اند دیده نشده‌است.[۴۴][۴۵][۴۶][۴۷]
  - بر اساس مقاله‌ای که در وبسایت Researchgate.net درج شده‌است دوز بی خطر و امن برای مصرف ویتامین دی برای مصرف روزانه بر اساس هر یک کیلو وزن ضربدر ۱۰۰ واحد ویتامین دی می‌باشد. برای مثال شخصی که هفتاد کیلو وزن دارد، دوز مصرف روزانه برای این فرد ۷۰ ضربدر ۱۰۰ مساوی با ۷۰۰۰ واحد ویتامین دی در روز می‌باشد. بر اساس این مقاله تمام کسانی که مشکل کمبود ویتامین دی داشته‌اند از سال ۲۰۱۰ با استفاده از این فرمول حتی یک نفر دچار مسمومیت با ویتامین دی نشده است. همچنین بر اساس این مقاله هر فردی که می‌خواهد آزمایش ویتامین دی بدهد باید حداقل یک هفته از زمان مصرف ویتامین دی فرد گذشته باشد. علت این امر این است که زمانی که ویتامین دی توسط فرد مصرف می‌شود، تا چند روز بعد میزان ویتامین دی موجود در خون فرد به صورت کاذب بسیار بالا خواهد بود و جواب آزمایش ممکن است مسمومیت کاذب با ویتامین دی نشان دهد. به این خاطر که ویتامین دی یک ویتامین محلول در چربی است و چند روز طول می‌کشد تا در چربی‌های بدن حل شود و این زمان برای ویتامین دی یک هفته است. به همین خاطر یک هفته از زمان مصرف ویتامین دی باید گذشته باشد تا جواب آزمایش دقیق باشد.
  - طبق توصیه‌ای که در این مقاله شده‌است می‌توان به جای اینکه هر روز ویتامین دی مصرف کرد، از ویتامین دی پنجاه هزار با فاصله زمانی مناسب استفاده کرد، به این شکل که مثلاً اگر فردی هفتاد کیلو وزن دارد، نیاز این فرد به ویتامین دی معادل هفت هزار واحد در روز است، این فرد می‌تواند از ویتامین دی پنجاه هزار هفته‌ای یکبار استفاده کند، به این شکل که پنجاه هزار تقسیم بر هفت هزار می‌شود معادل ۴۹ هزار واحد که تقریباً برابر ویتامین دی پنجاه هزار است. همچنین کسانی که از این شیوه استفاده می‌کنند باید برای اطمینان هر سه ماه یکبار آزمایش ویتامین دی بدهند. و بعد از اینکه ویتامین دی خون به مقدار ثابتی رسید ( معمولا حدود یکسال طول میکشد)، همین فرمول را برای همیشه ادامه دهند. ضمن اینکه ویتامین دی خون حتی اگر به ۱۰۰ نانوگرم هم برسد، طبق تحقیقات دانشمندان هیچ مشکلی برای بدن پیش نمی‌آید. برای مثال طبق تحقیقات دانشمندان کسانی که در کنار ساحل، شغل نجات غریق دارند و هر روز زیر نور آفتاب کار میکنند، ویتامین دی خون این افراد همیشه حدود ۱۰۰ نانوگرم می‌باشد و حتی بیشتر از ۱۰۰ نمیشود. نکته جالب اینجاست که بدن انسان هر چقدر هم که زیر نور خورشید باشد، ویتامین دی خون از طریق نور خورشید اصلا بالای ۱۰۰ نانوگرم نمی‌رود و به صورت اتوماتیک روی این مقدار متوقف میشود و این مقدار کاملا بی خطر و امن می‌باشد.
  - بهتر است در کنار آزمایش ویتامین دی، کلسیم خون را هم چک کنند تا اطمینان پیدا کنند کلسیم خون در محدوده نرمال باشد.
  - در صورتیکه کلسیم خون از حد نرمال فراتر رفته باشد میتوان با مصرف روزانه حداقل ۱۰۰ میکروگرم ویتامین کا۲ و قطع ویتامین دی و لبنیات، کلسیم خون را به حالت نرمال برگرداند. گرچه این حالت بسیار نادر می‌باشد و معمولا در کسانی دیده شده است که روزانه بالای پنجاه هزار واحد ویتامین دی به مدت طولانی مصرف میکنند و ویتامین دی خون آنها بالای ۱۵۰ نانوگرم می‌باشد.[۴۸]
  - با توجه به این مقاله، برای سادگی کار، افراد بزرگسال میتوانند هفته‌ای یک عدد ویتامین D3 پنجاه هزار واحد مصرف کنند، بدون نگرانی از اینکه دچار مصمومیت شوند.
  - باید به این نکته توجه داشت که هرگز نباید ویتامین دی پنجاه هزار را به صورت روزانه مصرف کرد، زیرا ممکن است آسیبهای شدید به بدن، مخصوصا کلیه‌ها وارد شود.
- نکته بسیار مهم این است که ملاک اصلی برای ویتامین دی آزمایش خون است. شاید فردی با روزی ۵۰۰۰ واحد به رنج نرمال برسد و شاید فردی دیگر با روزی ۱۰۰۰۰ واحد، ویتامین دی خونش نرمال باشد.

## مصرف زیاد یا اوردوز[۴۹][۵۰][۵۱]
با این‌که خیلی از افراد سطح بالای ۱۷۵ng/ml یا ۲۰۰ng/ml یا ۱۵۰ng/ml یا حتی ۱۰۰ng/ml را نگران‌کننده توصیف کرده‌اند و احتمال بروز مشکلاتی را خاطر نشان کردند اما کسانی که اوردوز کرده‌اند با این‌که بسیار بسیار افراد کمی بودند، سطح ویتامین دیِ آن‌ها، بین ۱۹۴ng/ml تا ۱۲۲۰ng/ml بوده یعنی ممکن است فردی دارای سطح ویتامین دی ۲۵۰ng/ml باشد و علائم مسمومیت به خاطر زیادیِ ویتامین دی پیدا کند و فردی ۴۰۰ng/ml ولی کاملاً بدون مشکل باشد، ضمن این‌که این اتفاق نادر هست، این اتفاق برای کسانی روی می‌دهد که در دراز مدت (مثلاً برای چند ماه) هر روز تقریباً ۶۰۰۰۰ واحد ویتامین دی خورده‌اند که با قطع مکمل و کم کردن کلسیم مصرفی، بدن پس از مدتی (می‌تواند چندین ماه باشد) به حالت طبیعی خود برمی‌گردد، ضمن این‌که این اتفاق برای کسانی روی می‌دهد که سطح ویتامین دی خونشان را اندازه‌گیری نمی‌کنند.
در مجموع، مصرف مقادیر معمول ویتامین دی بی‌خطر است، برای مثال در پانزده سال گذشته، سازمان کنترل مسمومیت آمریکا، حدود ۱۵۰۰۰ مورد را به عنوان اشخاصی که میزان ویتامین دیِ آن‌ها به عنوان «بیش از حد» یا «نگران‌کننده» تلقی می‌شود، گزارش داده که تنها سه مورد از این پانزده هزار مورد، علائم مسمومیت واقعی را داشته‌اند و هیچ شخصی فوت نکرده‌ است.
در واقع بیشتر علائم این مسمومیت به دلیل تعاملاتی که این ویتامین با میزان کلسیم دارد رخ می‌دهد. بیشتر نشانه‌ها و علائمی که بروز پیدا می‌کند، علائمِ ازدیاد کلسیم یا هایپرکلسمی است. هایپرکلسمی مهم‌ترین عارضهٔ اوردوز یا مسمومیت با ویتامین دی است که با تکرر ادرار و تشنگی همراه است. در صورت ادامهٔ این وضعیت و عدم درمان، کلسیم در اندام‌ها و بافت‌های نرم مانند قلب، کلیه و کبد، رگها رسوب کرده و موجب درد و آسیب به اندام‌ها می‌شود. همان‌طور که کلسیم و ویتامین دی باعث استحکام استخوان‌ها می‌شوند و همان‌طور که کمبود ویتامین دی باعث کمبودِ جذب کلسیم به استخوان‌ها می‌شود، مقادیر بالای این ویتامین، موجب جذب زیادیِ کلسیم و بالا رفتن زیادیِ سطح کلسیم در خون و بدن می‌شود، در نتیجه در صورتِ زیادی بالا رفتنِ سطح ویتامین دی و بروز علائم مسمومیت، باید میزان کلسیم مصرفی به حداقل خود برسد تا بدن به‌مرور زمان، میزان ویتامین دیِ زیادی را خارج نماید و علائم کامل از بین بروند.

### علائم و تبعات اوردوز
برخی از علائم مسمومیت ویتامین دی که عموماً به‌ دلیل جذب بیش از حد کلسیم و خالی شدن بدن از منیزیم بروز پیدا می‌کنند، عبارت‌اند از:
- مشکلات گوارشی، مانند تهوع، استفراغ، اسهال، یبوست و دردِ معده
- بی‌اشتهایی و بی‌خوابی
- خستگی، گیجی، ضعف، خارش بدن، کلافه بودن و سردرد
- تشنگی شدید
- تکرر ادرار و پرادراری
- کاهش تراکم استخوان: بعضی، (دلیل این اتفاق را کاهش ویتامین کا۲ می‌بینند که کار آن جذب کلسیم به استخوان‌ها و کاهش سطحِ کلسیم خون است)
- آسیب‌های کلیوی: بیشترِ تحقیقات نشان داده‌اند که آسیب کلیوی از متوسط تا خیلی شدید، در کسانی که اوردوز ویتامین دی کرده‌اند رخ داده‌است.

نارسایی کلیه، پروتئینوری، کم‌توانی ذهنی، نقرس و تشکیل استخوان‌های غیرعادی در کودکان و افسردگی شدید و کاهش وزن، از دیگر علائم مسمومیت با ویتامین دی است. این عارضه همچنین باعث سختی و سفت شدنِ قلب و عروق و ایجاد غضروف‌های اضافه و رسوب کلسیم در رگ‌ها می‌شود. مسمومیت ویتامین دی به ندرت رخ داده و اغلب در کسانی مشاهده می‌شود که مقادیر فوق‌العاده بیش از حدِ این ویتامین را از طریق مکمل خوراکی یا آمپول دریافت کرده‌اند و میزان سطح ویتامین دی خونشان را ابداً تحت نظر نداشته‌اند.
لزوماً شخص نباید همهٔ علائم را داشته باشد بلکه ممکن است تنها برخی از علائم را بروز دهد. قرار گرفتن بیش از حد در معرض نور خورشید، نمی‌تواند فرد را به اوردوز برساند چرا که اگر بدن نیازی نداشته باشد، پوست، نیز تولید ویتامین دی را متوقف می‌کند.
برای جلوگیری از مسمومیت با ویتامین دی باید ویتامین k2 و مکمل منیزیم و زینک مصرف کرد و هر سه ماه یکبار آزمایش ویتامین دی داد و اطمینان حاصل کرد که ویتامین دی خون بیشتر از ۱۰۰ نانوگرم در میلی لیتر نباشد. مصرف زیاد ویتامین دی باعث جذب بالای کلسیم میشود و برای جلوگیری از رسوب کلسیم در بدن که ممکن است باعث سنگ کلیه هم بشود باید حداقل روزی ۱۰۰ میکروگرم ویتامین کا۲ مصرف کرد. یکی از کارهای ویتامین کا۲ این است که باعث میشود کلسیم از خون به استخوانها و دندانها منتقل شود و جلوی رسوب کلسیم در بدن و کلیه را می‌گیرد. همچنین ویتامین دی از منیزیم به عنوان سوخت استفاده میکند (در اصل منیزیم فعال کننده و کوفاکتور اصلی ویتامین دی است) و مصرف بالای ویتامین دی باعث خالی شدن بدن از منیزیم میشود و بدن در اصل دچار عوارض کمبود منیزیم میشود. میزان مصرف منیزیم باید حداقل ۴۰۰ میلیگرم در روز باشد. تمام این مقادیر با افزایش مصرف ویتامین دی افزایش میابد. همچنین مصرف دو و نیم لیتر آب در روز به جلوگیری از رسوب کلسیم در بافتهای بدن کمک میکند. باید توجه داشت تمام این موارد در صورتی است که ویتامین دی خون فرد بالای ۱۰۰ نانوگرم باشد و هرچه میزان ویتامین دی خون بالاتر باشد برای جلوگیری از مسمومیت، نیاز بدن به ویتامین کا۲، منیزیم و آب بیشتر خواهد شد و همچنین باید از مصرف لبنیات، مکمل کلسیم و خوراکی‌هایی که دارای کلسیم بالا هستند خودداری کرد. به این نکته باید توجه داشت که یک فرد معمولی نیازی به این ندارد که ویتامین دی خون خود را بالای ۱۰۰ نانوگرم ببرد و بالاتر از این مقدار فقط برای درمانهای تخصصی مانند بیماریهای خودایمنی زیر نظر پزشک مجرب میباشد.
به این نکته توجه داشته باشید که ویتامین دی خون در صورتی که تا ۱۰۰ نانوگرم هم برسد هیچ مشکلی برای بدن ایجاد نخواهد شد و حتی دارای فواید بسیاری است. معمولا در نتایج آزمایشگاهها تا رنج ۷۰ یا ۸۰ نانوگرم را محدوده نرمال میدانند، اما بر اساس تحقیقات دانشمندان تا ۱۰۰ نانوگرم هم نرمال بوده و بین ۱۰۰ تا ۱۵۰ نانوگرم محدوده اوردوز میباشد و بیشتر از ۱۵۰ نانوگرم احتمال مسمومیت وجود دارد.
- در صورتی که به هر علتی عذر پزشکی موجه دارید و میخواهید ویتامین دی خون خود را به محدوده بالاتر از ۱۰۰ نانوگرم ببرید، برای جلوگیری از مسمومیت و ایجاد عوارض کلیوی این نکات را رعایت کنید:
  1. حتما تحت نظارت پزشک آموزش دیده و آشنا با ویتامین دی باشید.
  2. با بالا رفتن ویتامین دی خون (بالاتر از ۱۰۰ نانوگرم)، جذب کلسیم افزایش میابد و کلسیم خون بالا میرود و احتمال رسوب کلسیم در رگها، بافتهای بدن و سنگ کلیه افزایش میابد. برای جلوگیری از رسوب کلسیم در بدن باید در ازای هر ده هزار واحد ویتامین دی حداقل روزانه ۱۰۰ میکروگرم ویتامین k2 مصرف کرد و همچنین نوشیدن روزانه دو و نیم لیتر آب به جلوگیری از رسوب کسیم در رگها و بافتهای بدن و جلوگیری از سنگ کلیه کمک میکند. البته بهتر است کلسیم خون را در آزمایشگاه چک کرد و بر اساس آن میتوان دوز ویتامین k2 را بیشتر هم کرد. ویتامین کا۲ کلسیم را از خون به استخوانها و دندانها منتقل میکند و مانع رسوب کلسیم در رگها و بافتهای بدن و ایجاد سنگ کلیه میشود.
  3. منیزیم کوفاکتور اصلی ویتامین دی است. یعنی ویتامین دی برای عملکرد درست وابسته به منیزیم است. در صورتی که ویتامین دی خون بالای ۱۵۰ نانوگرم برود، ویتامین دی از منیزیم داخل استخوان و ماهیچه‌ها و دیگر بافتهای بدن استفاده میکند و بدن دچار کمبود منیزیم شدید میشود. در اصل خود ویتامین دی باعث ایجاد مسمومیت نمیشود، بلکه تخلیه بدن از منیزیم باعث ایجاد عوارض کمبود منیزیم شده و بدن دچار کمبود منیزیم می‌شود. منیزیم از طریق آزمایش خون جواب دقیق ندارد (زیرا ۹۹ درصد منیزیم بدن در استخوانها، ماهیچه‌ها و بافتهای بدن قرار دارد و فقط یک درصد از کل منیزیم بدن در خون موجود میباشد و به همین علت آزمایش منیزیم فقط میزان منیزیم در یک درصد موجود در خون را نشان میدهد، نه میزان منیزیم کل بدن). هر چه ویتامین دی خون بالاتر باشد، نیاز بدن به منیزیم بیشتر می‌شود. باید حداقل با روزی ۴۰۰ میلی گرم منیزیم در روز شروع کرد و این مقدار را کم کم افزایش داد و میتوان به دوزهای مساوی در روز تقسیم کرد و تا جایی ادامه داد تا مدفوع شل شود. شل شدن مدفوع نشانه این است که بدن شما در حال دریافت منیزیم اضافی است. در این حالت باید دوز منیزیم مصرفی را کمی پایینتر آورد تا مدفوع سفت شود. این یعنی بدن در حال دریافت منیزیم کافی برای عملکرد درست ویتامین دی میباشد. (بهتر است از منیزیم اکساید و منیزیم سولفات استفاده نشود، زیرا اثرگذاری کمتری دارند و در دراز مدت ممکن است باعث بیماریهای قلبی بشود).
  4. کوفاکتور دیگر ویتامین دی زینک میباشد، البته ضروری نیست اما اگر مصرف شود باعث اثرگذاری بیشتر ویتامین دی میشود، چون ویتامین دی از زینک هم به عنوان سوخت استفاده میکند و ممکن است زینک بدن شما تخلیه شده و دچار کمبود زینک شوید. در صورتی که ویتامین دی خون بالاتر از ۱۵۰ نانوگرم میباشد، مصرف روزانه ۳۰ تا ۵۰ میلیگرم زینک توصیه میشود. (بهتر است از زینک اکساید و زینک سولفات استفاده نشود، زیرا اثرگذاری کمتری دارند و در دراز مدت ممکن است باعث بیماری قلبی شوند)
  5. بهتر است اگر ویتامین دی خونتان بالای ۱۵۰ نانوگرم می‌باشد، هورمون پاراتیرویید (PTH) را هم چک کنید. زیرا با بالا رفتن ویتامین دی خون جذب کلسیم و فسفر افزایش پیدا کرده و بالا رفتن کلسیم خون ممکن است باعث کاهش ترشح هورمون پاراتیرويید و ایجاد اختلالاتی در بدن شود.
  6. اگر ویتامین دی خون بالای ۱۵۰ می‌باشد، از مصرف مکملهای کلسیم و لبنیات و هر خوراکی که دارای کلسیم بالا است شدیدا پرهیز کنید.

در صورتی که ویتامین دی خون زیر ۱۰۰ ng/ml باشد، نیازی به هیچ یک از کوفاکتورهای ذکر شده (کا۲، منیزیم، زینک) نخواهد بود. مگر برای درمان برخی بیماریهای خاص مانند پوکی استخوان.  
با این حال دریافت کوفاکتورها می‌تواند اثرگذاری ویتامین دی را بیشتر کند. بهتر است به جای استفاده از مکملها برای تامین منیزیم و زینک، روزانه یک پیاله تخمه کدو و آفتابگردان مصرف کرد، بدون نگرانی از عوارض مکملهای شیمیایی. برای تامین ویتامین کا۲ هم میتوان زرده تخم مرغ مصرف کرد. همچنین مصرف مکمل کا۲ بی‌ضرر میباشد. 
افرادی که نگران رسوب کلسیم، ایجاد سرطان به خاطر  نفوذ کلسیم در بافتهای بدن و هایپرکلسیمی و مشکل پاراتیرویید هستند، میتوانند روزانه مکمل کا۲ مصرف کنند. در ازای هر ده هزار واحد ویتامین دی در روز میتوان صد میکروگرم و حتی تا دویست میکروگرم ویتامین کا۲ مصرف کرد.